# 城西街道 (金华市)
城西街道，中国浙江省金华市婺城区下辖的一个街道。该街道辖区位于金华老城区以西，随着浙赣铁路金华站建成通车，在该区块形成了铁路、公路和水路的交通枢纽。1951年设立金华市城西镇公所，1956年1月更名为金华市城西街道办事处，之后曾短暂更名为金华市人民公社城西分社和金华县城西街道革命委员会。1977年2月更名金华县城西街道，1985年5月改由婺城区管辖至今。城西街道曾管辖覆盖今五百滩、二七新村、小花园、城北街道、浙师大、祝丰亭等范围，1986年划出。
浙赣铁路外迁及金华西客站建成后，小花园和二七新村于2001年11月重新改由城西街道管辖，同年原浙赣铁路以南的溪下街、中山路、横街口区域拆除改造重建，但金华老火车站仍旧保持运营。而原浙赣铁路及以北区域则于2014年开始重建改造，该区块大部分为原上海铁路局的铁路用地。作为二七新村改造计划的一部分，金华老火车站于2017年关闭，原货运业务将分流至竹马馆站和金华南站，而车站原址及附属设施被改造为铁路博物馆和铁路文化公园，于2021年建成投用。

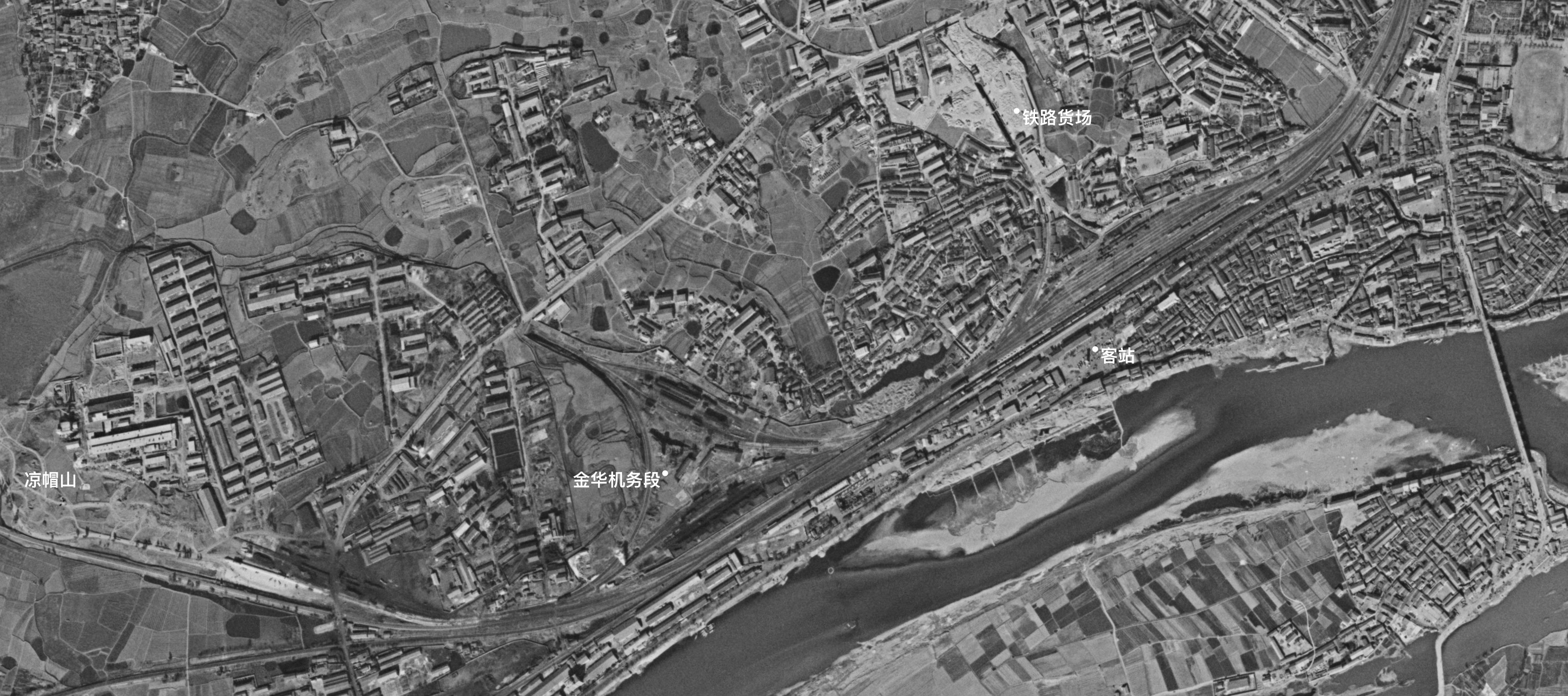
老金华火车站、二七新村（货场西侧）、小花园（货场东侧）、中山路（客场东南）、五百滩社区卫星图（1972年）

## 辖区
该街道辖有：中山路社区、河盘桥社区、横街口社区、七里殿社区、双龙大桥社区、二七花园社区、风翔社区、西郊社区
- 原铁路工人俱乐部（2015年）
- 拆除中的花园路（2015年）
- 城西街道办
- 老火车站站房改建的金华铁路博物馆
- 金华铁路文化公园站场，原金华老火车站站台
- 中海·九樾